# Море Крайове

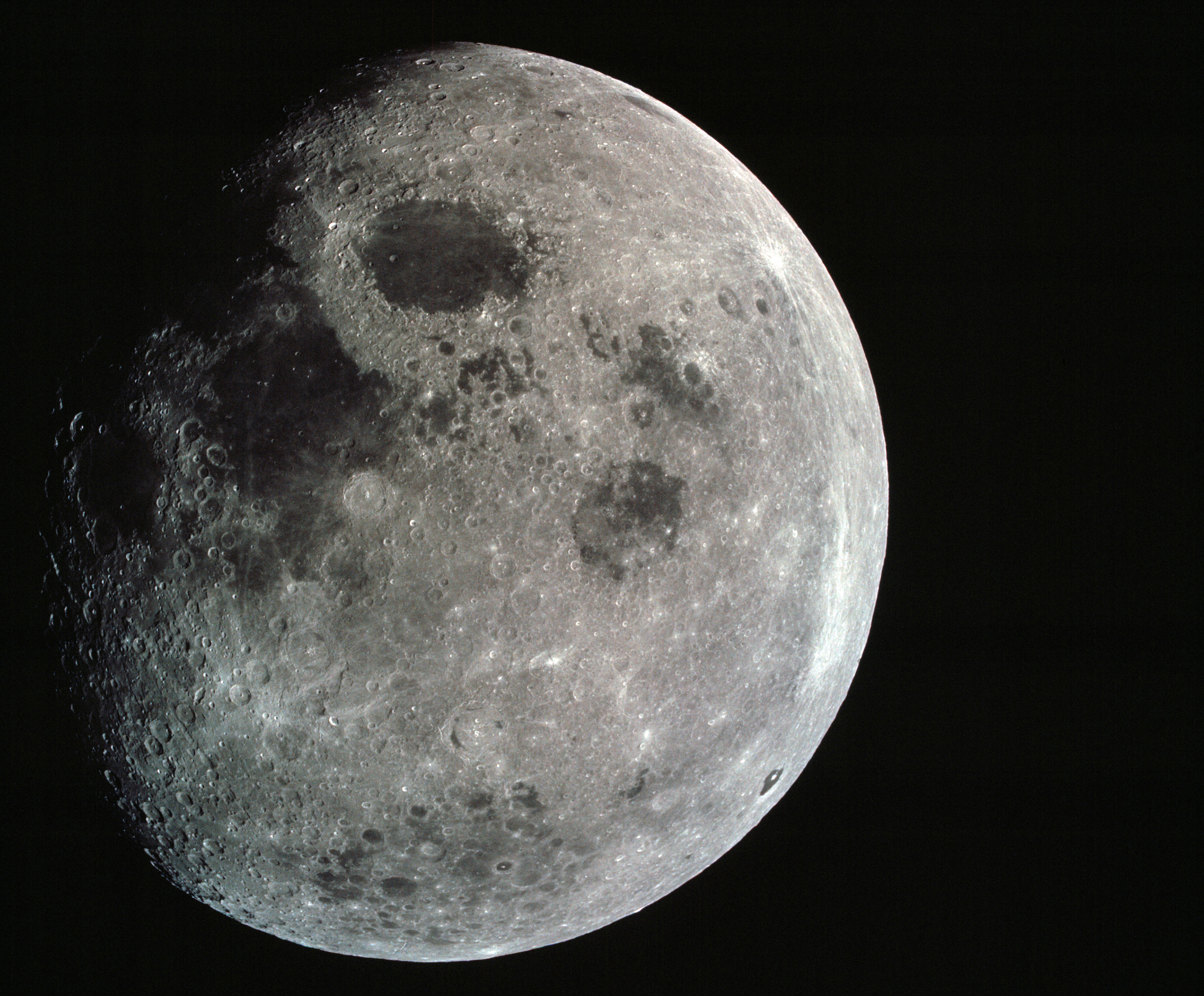
Знімок «Аполлона-8» (1968). Праворуч видно Море Крайове (вище) та Море Сміта (нижче).

Море Крайове (лат. Mare Marginis) — невелике море на східному краю видимого боку Місяця. Координати центра — 12°42′ пн. ш. 86°31′ сх. д. / 12.7° пн. ш. 86.52° сх. д., розмір — близько 360 км, форма неправильна.
Виразного басейну Море Крайове не має. Він не проявляється впевнено ні в рельєфі, ні в гравіметричних даних. Однак деякі дослідники припускають існування сильно зруйнованого басейну донектарського віку діаметром близько 580 км або навіть 700-800 км.

## Назва
Сучасну назву цього моря запропонував німецький астроном Юліус Генріх Франц у каталозі Die Randlandschaften des Mondes, виданому 1913 року. 1935 року її затвердив Міжнародний астрономічний союз.

## Деталі поверхні
З морем межують великі залиті лавою кратери Годдард, Годдард C та Ібн Юнус (на півночі) й Непер (на півдні). Крім того, південніше моря лежить кратер Янський. У самому морі (в західній частині) розташований маленький (8 км) кратер Тейлер.
На захід від Моря Крайового є група маленьких озер із неофіційною назвою «Озера Котячої Посмішки» (лат. Lacus Risus Felis).
Море Крайове та його околиці примітні численними світлими ділянками в формі звивистих стрічок із розмитими межами (місячні вири) — загадковими об'єктами, що трапляються і в деяких інших місцях Місяця.